# Kanuschule
In einer Kanuschule werden Fähigkeiten im Kanusport vermittelt. Neben professionellen Schulen gibt es Unterrichtung im Kanusport durch  Sportvereine, als Arbeitsgemeinschaften in Schulen, Kurse im Allgemeinen Deutschen Hochschulsportverband und Angebote von Kanuhändlern.
Das Niveau des Unterrichts ist sehr unterschiedlich und hängt einerseits von der Zielsetzung (z. B. Kinderpaddeln, Wildwasserpaddeln) und andererseits von der Qualifikation der Kanulehrer ab. Branchenweit anerkannte Zertifikate für die Ausbilder sind zum einen die Ausbildung zum VDKS-Kanulehrer beim Verband Deutsche Kanu- und Outdoor-Schulung (VDKS, aufgegangen im Bundesverband Kanu), zum anderen die DOSB-Lizenz zum  Kanulehrer B bzw. Fachübungsleiter Kanu/Trainer C Kanu, die durch den Deutschen Kanu-Verband (DKV) ausgestellt wird.
Auch die meisten Kanuvereine führen regelmäßig Kanukurse durch. Der DKV verleiht seit einigen Jahren das Gütesiegel „DKV-anerkannter Kanu-Ausbilder“ an Kanu-Vereine, die Anfängerschulungen für Kanu-Sportinteressierte nach bestimmten Kriterien anbieten.
Für Canadier bieten einige Kanuschulen in Europa die Ausbildungen nach den Richtlinien der American Canoe Association (ACA) an.
Für das Seekajakfahren ist die Zertifizierung der British Canoe Union (BCU) weit verbreitet.